# Barbora Palicová
Barbora Palicová (Repubblica Ceca, 11 marzo 2004) è una tennista ceca.

## Carriera
Barbora Palicová ha vinto 4 titoli in singolare nel circuito ITF in carriera. Il 6 gennaio 2025, si è piazzata in singolare al 179º posto nel ranking WTA, mentre il 7 agosto 2023 ha raggiunto la 265ª posizione nel ranking di doppio.
La Palicová fa il suo debutto in un torneo WTA al Prague Open 2021 grazie ad una wildcard per il doppio, dove viene eliminata all'esordio insieme alla connazionale Linda Klimovičová dalla coppia formata da Vitalija D'jačenko e Tereza Martincová. Due anni dopo, in coppia con la connazionale Dominika Šalková raggiunge invece la prima semifinale in carriera dello stesso torneo, eliminando nei quarti di finale anche le più quotate cinesi e prime del tabellone Zhang Shuai e Zhu Lin, per poi fermarsi contro le future vincitrici del torneo Oksana Kalašnikova e Nao Hibino in due rapidi set.
Il 15 giugno 2025, Barbora raggiunge la sua prima finale WTA 125 della carriera in singolare al Città di Grado Tennis Cup, dove viene sconfitta nel match decisivo dalla giovane connazionale Tereza Valentová con il punteggio di 2-6, 6-4, 1-6.

## Circuito WTA 125

### Singolare

#### Sconfitte (1)
| N. | Data           | Torneo                           | Superficie  | Avversaria in finale | Punteggio     |
| 1. | 15 giugno 2025 | Città di Grado Tennis Cup, Grado | Terra rossa | Tereza Valentová     | 2-6, 6-4, 1-6 |

## Statistiche ITF

### Singolare

#### Vittorie (4)
| Torneo $100.000 (0) |
| Torneo $80.000 (0)  |
| Torneo $60.000 (1)  |
| Torneo $40.000 (1)  |
| Torneo $25.000 (1)  |
| Torneo $15.000 (1)  |

| N. | Data            | Torneo                     | Superficie  | Avversaria in finale  | Punteggio     |
| 1. | 23 gennaio 2022 | Antalya Series, Adalia     | Terra rossa | İlay Yörük            | 6-3, 7-6(2)   |
| 2. | 28 agosto 2022  | Zubr Cup, Přerov           | Terra rossa | Sada Nahimana         | 6-2, 1-6, 6-0 |
| 3. | 2 giugno 2024   | Krka Open Otocec, Otočec   | Terra rossa | Victoria Mboko        | 6-1, 2-6, 6-4 |
| 4. | 16 giugno 2024  | Rokitki Park Open, Danzica | Terra rossa | Kajsa Rinaldo Persson | 6-2, 1-0 rit. |

#### Sconfitte (5)
| Torneo $100.000 (0) |
| Torneo $80.000 (0)  |
| Torneo $60.000 (1)  |
| Torneo $40.000 (2)  |
| Torneo $25.000 (1)  |
| Torneo $15.000 (1)  |

| N. | Data             | Torneo                                   | Superficie  | Avversaria in finale | Punteggio     |
| 1. | 16 gennaio 2022  | Antalya Series, Adalia                   | Terra rossa | Hurricane Tyra Black | 0-6, 4-6      |
| 2. | 20 febbraio 2022 | Aegon Pro-Series Glasgow, Glasgow        | Cemento (i) | Sonay Kartal         | 6(5)-7, 5-7   |
| 3. | 10 febbraio 2024 | Lexus GB Pro-Series Edgbaston, Edgbaston | Cemento (i) | Magali Kempen        | 3-6, 6(6)-7   |
| 4. | 18 agosto 2024   | Serbian Tennis Tour, Kuršumlijska Banja  | Terra rossa | Lola Radivojević     | 4-6, 2-6      |
| 5. | 20 ottobre 2024  | Open Féminin 50, Cherbourg-en-Cotentin   | Cemento (i) | Anastasija Zacharova | 6-3, 1-6, 4-6 |

### Doppio

#### Sconfitte (1)
| Torneo $100.000 (1) |
| Torneo $80.000 (0)  |
| Torneo $60.000 (0)  |
| Torneo $40.000 (0)  |
| Torneo $25.000 (0)  |
| Torneo $15.000 (0)  |

| N. | Data            | Torneo                               | Superficie  | Compagna       | Avversaria in finale        | Punteggio |
| 1. | 22 ottobre 2023 | GB Pro-Series Shrewsbury, Shrewsbury | Cemento (i) | Elena Malõgina | Harriet Dart Olivia Gadecki | 0-6, 2-6  |